# Neurobiologie der Bindung
|  | Dieser Artikel wurde aufgrund von formalen oder inhaltlichen Mängeln in der Qualitätssicherung Biologie im Abschnitt „Grundlagen“ zur Verbesserung eingetragen. Dies geschieht, um die Qualität der Biologie-Artikel auf ein akzeptables Niveau zu bringen. Bitte hilf mit, diesen Artikel zu verbessern! Artikel, die nicht signifikant verbessert werden, können gegebenenfalls gelöscht werden. Lies dazu auch die näheren Informationen in den Mindestanforderungen an Biologie-Artikel. |

Die Neurobiologie der Bindung beschreibt komplexe neurobiologische Abläufe, die während des Bindungsverhaltens wirksam werden. Das Bindungsverhalten hat sich im Zuge der Evolution geformt und motiviert dazu, soziale Nähe herzustellen und sie aufrechtzuerhalten.
Unter günstigen inneren und äußeren Bedingungen können sich die neurobiologischen Abläufe positiv aufeinander abstimmen und Bindungsverhalten aktivieren, unter ungünstigen Bedingungen behindern sie die Aktivierung. Wird eine Situation als bedrohlich erlebt, aktiviert sich anstelle des Bindungsverhaltens die Selbsterhaltung, die in Gefahrensituationen dem Bindungsverhalten übergeordnet ist.
Das Bindungssystem, das Lustsystem und das Annäherungssystem sind Gehirnsysteme, die miteinander agieren können. Sie funktionieren auf der Grundlage von Emotion und Motivation (emotional-motivationale Gehirnsysteme). (Fisher et al. 2002)

## Die Entstehung der Bindung und Gehirnentwicklung
Allan N. Schore beschreibt die Entstehung der Bindung auf der Grundlage der Gehirnentwicklung. Er zeigt auf, dass die Entwicklung der Bindungsbeziehung eng mit der Entwicklung des Gehirns verbunden ist. So ist die Reifung des Occipitallappens ab dem zweiten Lebensmonat verbunden mit einem Fortschreiten des sozialen und emotionalen Verhaltens des Kindes. Schore zeigt auf, dass der wichtigste Stimulus für das Kind in der ersten Zeit der Entwicklung das Gesicht der Mutter ist. Es spielen sich vielfältige Austauschprozesse zwischen dem Kind und seiner Mutter ab, die auf unterschiedliche Weise auch die Entwicklung des Gehirns beeinflussen und verschiedene Lernerfahrungen initiieren. So kommt es zu unterschiedlichen Situationen, in denen die Mutter das Befinden des Kindes beeinflusst, indem sie mit ihm in Interaktion tritt. Dabei reagieren viele Mütter intuitiv auf das Aktivitätsniveau ihrer Kinder. Sie reagiert hierbei auf Erholungsphasen des Kindes und korrigiert die Intensität ihrer affektiven Stimulation. Damit erhält sie beim Kind einen positiven Affektzustand. Diese Kommunikation zwischen Mutter und Kind läuft sehr schnell ab, so dass Schore vermutet, dass sie weitgehend unbewusst bleibt. Es stellt sich eine Synchronisation zwischen der Mutter und dem Kind her, indem die Mutter – bestenfalls – sehr schnell auf die unterschiedlichen Phasen des kindlichen Aktivitätsbedürfnisses reagiert. Diese Synchronisation erleichtert dem Kind die Informationsverarbeitung und ist für die affektive Entwicklung von zentraler Bedeutung.
Die soziale Kommunikation verläuft im ersten Lebensjahr als ein gegenseitiges mimisches Signalisieren. Die Mutter reagiert auf die veräußerten Affekte des Kindes und moduliert sie. Sie bewahrt hiermit das Kind vor einer Über- oder Unterstimulation und hält sein Aktivitätsniveau auf einem optimalen Level. Entscheidend hierbei ist, dass die Mutter die Erregung des Kindes herunterreguliert und an der interaktiven Wiedergutmachung teilnimmt. Hierzu ist eine Phase der Synchronisierung des affektiven Austausches notwendig.
Diese Regulationsmechanismen sind der Vorläufer der affektiven Bindung. Wichtig ist hierbei nicht nur die Herunterregulierung negativer Affektzustände, sondern auch das häufige Herstellen von spielerischen und freudigen Affektzuständen im Kind, wobei sich eine interaktive Verstärkung einstellt.
Schore greift auf die Beschreibung der Protokonversation von Colwyn Trevarthen zurück, der beobachtete, dass sich die frühkindliche Regulation durch das „Ankoppeln“ an ein Erwachsenengehirn, durch emotionale Kommunikation abspielt. Durch Trevarthens Arbeit zeige sich, dass das Gehirnwachstum nicht nur durch die Transaktion beeinflusst wird, sondern dass dessen Wachstum eine Gehirn-zu-Gehirn-Interaktion verlange, die sich im Kontext einer intimen, positiven affektiven Beziehung ereignet.
Schore beschreibt weiter, dass sich die rechte vor der linken Hirnhemisphäre entwickelt und dass sich somit über längere Zeit eine Beeinflussung durch die rechte Hemisphäre der Mutter einstellt. Der Fokus der Aufmerksamkeit des Kindes ist hierdurch auf die affektiv synchronisierten, psychobiologisch abgestimmten Face-to-Face-Interaktionen gelegt. Diese werden wiederum durch die rechte Hirnhemisphäre der Mutter gelenkt, die für diese Art des emotionalen Austausches verantwortlich ist. Das Kind nimmt bei den nichtsprachlichen Mitteilungen den mimischen Ausdruck und die Prosodie der Stimme wahr. Dies setzt allerdings die Fähigkeit der Mutter voraus, ihre eigenen Emotionen entsprechend zu regulieren.

### Das orbitofrontale regulatorische „System“
Der orbitofrontale Kortex spielt bei der Verhaltenssteuerung, der Regulation und dem Gewahrwerden von mentalen Prozessen eine große Rolle. Eine entscheidende Reifungsphase dieses Teiles des Großhirns spielt sich im letzten Viertel des ersten Lebensjahres ab. Ab einer Zeit also, ab der die Bindungsbeziehung zum ersten Mal mit psychologischen Experimenten messbar ist. Dieser Teil des Frontalhirnes hat einige Verbindungen zu „tiefer“ liegenden Gehirnarealen, also Arealen, die in evolutionsbiologisch älteren Teilen des Gehirns verortet sind: So zum Hypothalamus und zur Amygdala. Gleichzeitig können dort aber auch mimische und prosodische Informationen verarbeitet werden. Der Orbitofrontale Kortex stellt somit eine Schnittstelle dar, in dem sowohl visuelle und auditive Reize, als auch instinktives Verhalten und Triebe verarbeitet werden können. So kann, laut Schore, davon ausgegangen werden, dass sich in dieser Gehirnregion sowohl emotionale Regulationsmechanismen, die Auswirkungen auf das vegetative Nervensystem haben, als auch die Verarbeitung von Reizen aus der „sozialen Umgebung“ abspielen. Ihm kommt so die Bedeutung einer Schnittstelle zu, welche in Funktionen wie, soziale Anpassung und Beherrschung von Trieb, Stimmung und Verantwortlichkeit involviert ist. Diese Funktionen sind wichtige Eigenschaften der Persönlichkeit.
Der frontolimbische Kortex ist an der Speicherung affektiver Reaktionen durch die Verbindungen mit der Amygdala beteiligt. Zusätzlich ist der präfrontale Kortex, als „höchste Ebene“ des limbischen Systems an der subliminalen Verarbeitung von Gesichtsausdrücken beteiligt. Somit ermöglicht es dieses System, sich schnell an eine veränderte Umgebung anzupassen und neu Erlerntes zu organisieren. Somit kommt dem limbischen System und speziell dem orbitofrontalen Kortex die wichtige Funktion zu, den Erwerb spezifischen Wissens zu steuern, und um zwischenmenschliches und soziales Verhalten zu regulieren. So erhält der orbitofrontale Kortex eine Kontrollfunktion über das gesamte, rechte „soziale-emotionale Gehirn“.
Die rechte Hirnhemisphäre ist dominant bei unbewussten Prozessen. Vor allem bei der nichtbewussten Einschätzung von affektiven Signalen. Zusätzlich besitzt die rechte Hinrhemisphäre größeren Einfluss auf das autonome Nervensystem, das für den „somatischen Ausdruck emotionaler Zustände verantwortlich ist.“ Schore vergleicht deswegen Sigmund Freuds Annahme, dass Triebe als Reize seelisch repräsentiert werden, mit den Ergebnissen der Hirnforschung, dass der Körperzustand am besten im unbewussten, rechtshemisphärischen System repräsentiert wird.

## Bindungssystem
Verhalten, die dem Bindungssystem entsprechen, sind Verteidigung des Territoriums, Nestbau, Fürsorge, Pflege und Familienplanung; zugehörige Gefühle sind Ruhe, Sicherheitsgefühl, soziale Ausgeglichenheit und emotionale Verbundenheit.
- Beispiel zur Aktivierung des Bindungssystems:

Das Kind weint oder schreit, und die Mutter geht hin, wendet sich dem Kind zu, tröstet es und schaut, was es braucht. Neurobiologisch betrachtet wird durch das Weinen des Kindes bei der Mutter das neuroendokrine Bindungssystem aktiviert, was zur Ausschüttung von Oxytozin führt. Oxytozin erhöht die Motivation für situationsangemessenes Fürsorgeverhalten der Mutter. Das Kind hört auf zu weinen und wird von der Mutter in der Emotionsregulation sozial unterstützt. Es kann sich ein positiv besetztes inneres Modell der Interaktion (sichere Bindung) beim Kind entwickeln, und es wird bei ihm durch das Fürsorgeverhalten der Mutter beispielsweise Oxytozin ausgeschüttet.
Siehe auch: Bindungstheorie

## Entwicklung neuronaler Verschaltungen des Bindungssystems
Die neuronalen Verschaltungen des Bindungssystems entwickeln sich in der frühen Kindheit. Im Sinne der Evolution sollen sie so angelegt sein, dass das Bindungsverhalten möglichst leicht aktiviert werden kann.
Die Entwicklung der Verschaltungen wird durch bestimmte Mechanismen geformt und beeinflusst. (Henry & Wang 1998) Dabei wird ein Zusammenhang vermutet zwischen:
- frühkindlicher Bindungserfahrung
- Stress
- Entwicklung des Gehirns
- kognitiv-sozial-emotionaler Entwicklung

Die neuronalen Verschaltungen, die ein Mensch im Laufe seiner Kindheit ausbildet, sind vergleichbar mit gut ausgetretenen Pfaden, die gern und bevorzugt wieder benutzt werden. Sie sind gebahnt und stellen seine Präferenz dar.
Neuronale Verschaltungen können im Verlauf des ganzen Lebens verändert werden. Eine Veränderung ist ein Wachstumsprozess im Bereich der Synapsen, bei dem sich neue Verschaltungen bilden und bahnen/ausweiten können.

## Bindungshormon Oxytocin
Die Anwesenheit von Oxytocin im Zentralnervensystem wirkt (in Kooperation mit opioiden Peptiden und Strukturen) anscheinend belohnend auf sozialen und sexuellen Kontakt. Es setzt soziale Hemmschwellen herab, erzeugt die Basis für Vertrauen, fördert die Entwicklung von engen zwischenmenschlichen Bindungen. Es hat eine wichtige Bedeutung zwischen Geschlechtspartnern beim Sex, eine wesentliche Bedeutung beim Geburtsprozess und beeinflusst das Verhalten zwischen Mutter und Kind.
Zeigt eine Mutter wenig Fürsorge für ihr Kind, besteht mit hoher Wahrscheinlichkeit ein Oxytocin-induziertes Problem.
Am neuronalen System des Bindungsverhaltens sind vorwiegend Netzwerke und Strukturen mit Oxytocin und Vasopressin beteiligt. (Carter 1998, Fisher 2002)
Bei Tierarten mit lebenslang bestehender Partnerschaft, wurden deutlich vermehrt Oxytocin-Rezeptor-Bindungsorte im limbischen und hypotalamischen System festgestellt.

## Selbsterhaltungssystem
Zum Überleben in einer Gefahrensituation hat die Evolution das System der Selbsterhaltung hervorgebracht, welches in Stresssituationen dem Bindungsverhalten übergeordnet ist.
Kampf, Flucht oder Erstarrung sind die zum Selbsterhaltungssystem gehörigen Verhalten. Im Bereich der Gefühle sind es Stress, Hilflosigkeit, Unsicherheit, Ohnmacht, Gefühle von bedroht sein.
Ist ein Mensch dauerhaft Situationen mit Stress und Hilflosigkeit ausgesetzt, bahnt sich neurobiologisch die Tendenz, die Selbsterhaltung sehr früh und in unangemessener Situation zu aktivieren. Frühkindlicher Stress kann zu einer Dominanz neurobiologischer Mechanismen der Selbsterhaltung gegenüber denen der Bindungssystem führen.

### Beispiel zur Aktivierung des Selbsterhaltungssystems (Kampf oder Flucht) in unangemessener Situation
Folgendes Beispiel betrachtet den Ablauf zwischen Mutter und Kind. Bei der Mutter hat sich durch eigene belastende Kindheitserfahrungen ein negativ besetztes inneres Modell zur Interaktion ausgebildet. Durch frühen chronischen Stress hat sich eine Dominanz des Selbsterhaltungssystems herausgebildet, was bedeutet, es wird bevorzugt aktiviert.
- Flucht der Bezugsperson:

Das Kind weint oder schreit, die Mutter schließt die Tür vom Kinderzimmer und geht fort, um das Schreien nicht zu hören (flüchtet).
- Angriff durch die Bezugsperson:

Das Kind weint oder schreit, die Mutter geht gestresst hin, greift das Kind an (schüttelt es, schlägt es und/oder schreit es an (z. B. dass es endlich still sein soll) Drohungen etc.)
Neurobiologisch betrachtet wird durch das weinende Kind in diesen Fällen bei der Mutter das neuroendokrine Selbsterhaltungssystem Stressreaktion anstelle des Bindungssystems aktiviert. Dies sorgt für Ausschüttung von Epinephrin/Norepinephrin, was die Motivation für Kampf oder Flucht erhöht.
Es erfolgt beim Kind eine kurzfristige Stressreaktion und Ausschüttung von Glucocorticoiden, es hört auf zu weinen und eventuell wird das Bindungssystem unterdrückt. Das Kind entwickelt ein negativ besetztes inneres Modell der Interaktion/(unsichere Bindung).
- Ergebnis:

Unsichere und sichere Bindung sind beides Antworten des Organismus. Diese Antwort ist aktiv angepasst an Ereignisse, die als unbewältigbar beziehungsweise als bewältigbar eingeschätzt werden. Dabei sind unsichere Bindungen mit dem Erleben von Stress und Hilflosigkeit verknüpft.
siehe auch
- Fight-or-flight, Walter Cannon
- Bindung als Entwicklungsvoraussetzung

## Stressreaktion und Pathologie
Sind die Bewältigungsmechanismen eines Menschen überfordert, treten Stressreaktionen auf. Über Aktivierung des sympathischen Nervensystems wird im Nebennierenmark Noradrenalin und Adrenalin ausgeschüttet. Gleichzeitig aktiviert der Hypophysenvorderlappen die Nebennierenrinde, Glucocorticoide auszuschütten.
Traumatisierende, stressreiche Erfahrungen bewirken langanhaltende Aktivierung des sympathischen Systems mit nachweisbar erhöhtem Anteil von Epinephrin/Norepinephrin, sowie erhöhter Aktivität des Locus caeruleus.
Der Locus caeruleus zeichnet sich durch einen hohen Gehalt an Noradrenalin aus, (er ist eingebunden in das Noradrenerge System). Auf eine sensorische Eingabe antworten alle Neurone mit Freisetzung von Transmittern, die breite Erregung hervorrufen. Es wird eine Funktion im Rahmen von Orientierungs- und Aufmerksamkeitsverhalten vermutet.
Häufige und langandauernde Stressreaktionen führen zu Veränderungen auf der Ebene des Zentralnervensystems.
Die Symptome der chronischen Stressreaktion sind chronisch erhöhte Aufmerksamkeit (Vigilanz), erhöhte Reizbarkeit und dysphorische Stimmung. Bei Menschen mit posttraumatischer Belastungsstörung ist die Ausschüttung von Kortisol verringert. Dies ist verbunden mit verringertem Bindungsverhalten, beispielsweise einer Störung der Fähigkeit, Gefühle zu erkennen und auszudrücken (Alexithymie).